# Gyeplabda az 1932. évi nyári olimpiai játékokon
Az 1932. évi nyári olimpiai játékokon a gyeplabda-tornát augusztus 4. és augusztus 11. között rendezték. A tornán mindössze 3 válogatott szerepelt és 3 mérkőzést rendeztek.

## Éremtáblázat
(A rendező ország csapata eltérő háttérszínnel, az egyes számoszlopok legmagasabb értéke, vagy értékei vastagítással kiemelve.)
| Az 1932. évi nyári olimpiai játékok éremtáblázata gyeplabdában | Az 1932. évi nyári olimpiai játékok éremtáblázata gyeplabdában | Az 1932. évi nyári olimpiai játékok éremtáblázata gyeplabdában | Az 1932. évi nyári olimpiai játékok éremtáblázata gyeplabdában | Az 1932. évi nyári olimpiai játékok éremtáblázata gyeplabdában | Olimpia  |
| -------------------------------------------------------------- | -------------------------------------------------------------- | -------------------------------------------------------------- | -------------------------------------------------------------- | -------------------------------------------------------------- | -------- |
|                                                                | Ország                                                         | Arany                                                          | Ezüst                                                          | Bronz                                                          | Összesen |
| 1.                                                             | India (IND)                                                    | 1                                                              | 0                                                              | 0                                                              | 1        |
| 2.                                                             | Japán (JPN)                                                    | 0                                                              | 1                                                              | 0                                                              | 1        |
| 3.                                                             | Egyesült Államok (USA)                                         | 0                                                              | 0                                                              | 1                                                              | 1        |
|                                                                |                                                                |                                                                |                                                                |                                                                |          |
| Összesen                                                       | Összesen                                                       | 1                                                              | 1                                                              | 1                                                              | 3        |

## Érmesek
| Az 1932. évi nyári olimpiai játékok érmesei férfi gyeplabdában | Az 1932. évi nyári olimpiai játékok érmesei férfi gyeplabdában                                                                                                   | Az 1932. évi nyári olimpiai játékok érmesei férfi gyeplabdában | Az 1932. évi nyári olimpiai játékok érmesei férfi gyeplabdában |
| --- | --- | --- | -------------------------------------------------------------- |
| Arany | Ezüst | Bronz |                                                                |
| India (IND) | Japán (JPN) | Egyesült Államok (USA) |                                                                |
| Richard Allen Muhammad Aslam Lal Bokhari Frank Brewin Richard Carr Dhyan Chand Leslie Hammond Arthur Hind Sayed Jaffar Masud Minhas Broome Pinniger Gurmit Singh Kullar Roop Singh William Sullivan Carlyle Tapsell | Hamada Sunkicsi Inohara Dzsunzó Kobajasi Szadajosi Kon Haruhiko Konisi Kenkicsi Nagata Hirosi Nakamura Eiicsi Szakai Josio Sibata Kacumi Szóda Akio Uszami Tosio | William Boddington Harold Brewster Roy Coffin Amos Deacon Horace Disston Samuel Ewing James Gentle Henry Greer Lawrence Knapp David McMullin Leonard O'Brien Charles Sheaffer Frederick Wolters |                                                                |

## Mérkőzések
| 1932. augusztus 4. | India (IND) | 11 – 1 | Japán (JPN) |  |
| 1932. augusztus 4. |             |        |             |  |

| 1932. augusztus 8. | Japán (JPN) | 9 – 2 | Egyesült Államok (USA) |  |
| 1932. augusztus 8. |             |       |                        |  |

| 1932. augusztus 11. | India (IND) | 24 – 1 | Egyesült Államok (USA) |  |
| 1932. augusztus 11. |             |        |                        |  |

| Az 1932. évi nyári olimpiai játékok férfi gyeplabdatornájának olimpiai bajnoka |
| · INDIA · 2. cím                                                               |
| ------------------------------------------------------------------------------ |

## Végeredmény
| Helyezés | Csapat                 | M | Gy | D | V | G+ | G– | Gk  | P |
| -------- | ---------------------- | - | -- | - | - | -- | -- | --- | - |
| Arany    | India (IND)            | 2 | 2  | 0 | 0 | 35 | 2  | +33 | 4 |
| Ezüst    | Japán (JPN)            | 2 | 1  | 0 | 1 | 10 | 13 | –3  | 2 |
| Bronz    | Egyesült Államok (USA) | 2 | 0  | 0 | 2 | 3  | 33 | –30 | 0 |